# Musée du Chablais
Le musée du Chablais est un musée situé à Thonon en Haute-Savoie. Il a été fondé en 1863 à la suite d'un appel à la population lancé par une société de bénévoles. La constitution du fonds a reçu le soutien  des frères James et Louis Revon, respectivement naturaliste à Genève et conservateur du musée d'Annecy. Les collections sont alors présentées à l'hôtel de ville et sont très variées : minéraux, animaux naturalisés et objets archéologiques provenant des fouilles du port.
Cette orientation universelle se poursuit avec notamment la collection ornithologique léguée par le Dr Dépierre en 1878 et le dépôt de moulages et d'estampes du Louvre en 1886 en vue de les compléter par un musée industriel visant à développer le gout du beau et l'amour du travail rémunérateur dans la classe ouvrière. Il réceptionne également le trésor monétaire de Vinzier et celui de Tully.

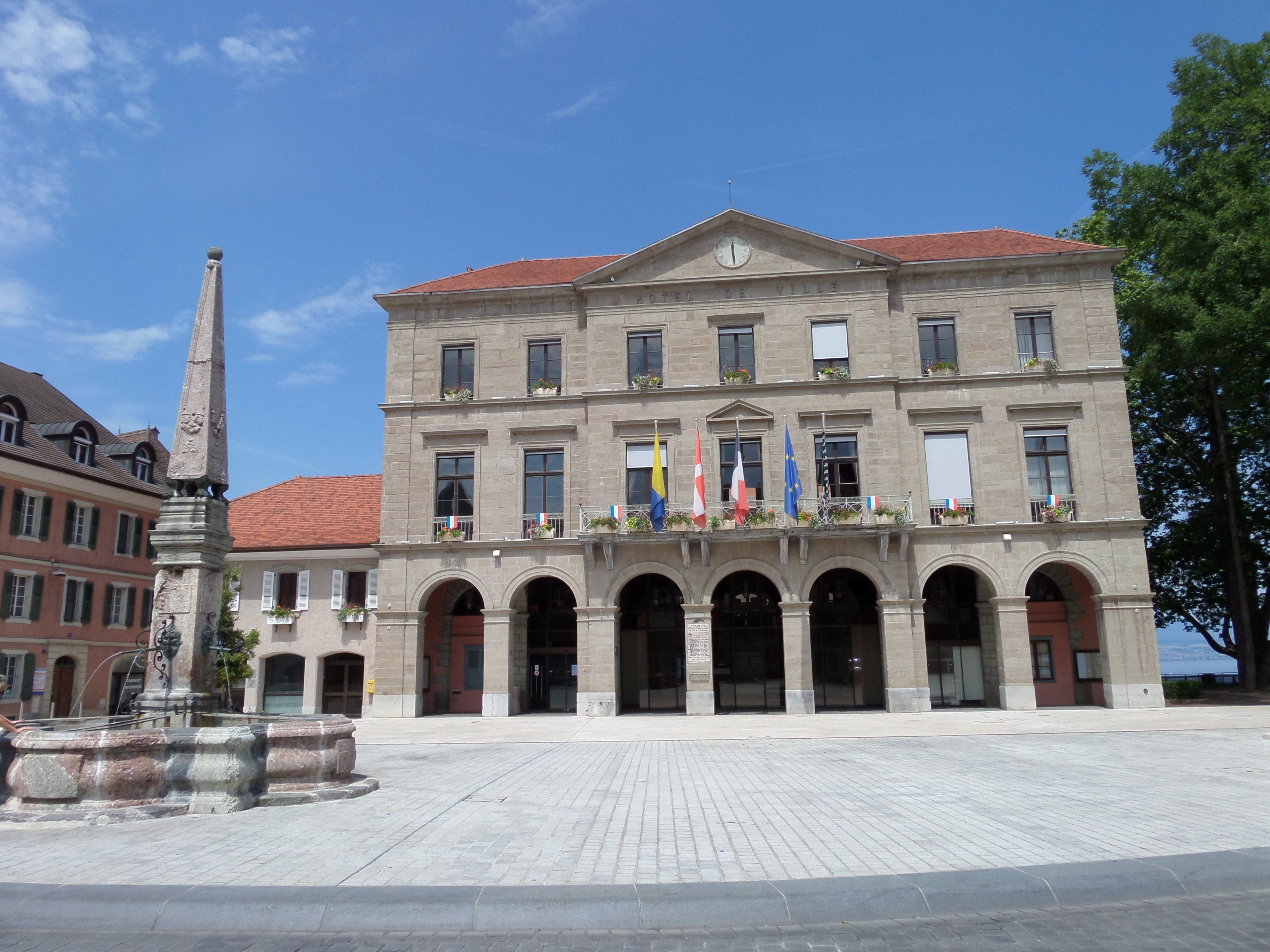
L'hôtel de ville, premier site d'exposition jusqu'en 1928

Léon Quiblier prend alors la tête du musée pendant 65 ans de 1888 à 1953. Bien que pillé pendant la première guerre mondiale, la politique d'acquisition se poursuit et le musée s'installe en 1928 au deuxième étage du palais d'Antioche dans trois pièces (salle 1: oiseaux, salle 2 : coquillages et mammifères, salle 3 : géologie, insectes, archéologie) et sur 108 m² avec des tableaux exposés en hauteur.
En 1950, Quiblier s'oppose au désir de la municipalité de démolir le château de Sonnaz qui est finalement transformé en centre culturel. Le musée du Chablais s'y installe alors en 1953 dans les caves et dans deux salles du premier étage tout en passant sous le contrôle plus étroit de la direction des Musées de France et du conservateur du musée d'Annecy. Ils y rassemblent une collection d'objets ethnographiques qui sont présentés au sous-sol. Celui-ci est cependant régulièrement inondé et les conditions de stockage au grenier ne sont pas très bonnes. Dans les années 1980, le musée accueille 7600 visiteurs par an, tous entre le 1er juillet et le 15 septembre.
Le musée reprend de l'élan à partir de la fin des années 1980, d'abord avec la création d'une annexe, l'écomusée de  la pêche et du lac, puis avec l'obtention de budgets plus importants pour les acquisitions et les restaurations.
En 2006, il reprend les collections du groupe de recherches archéologiques de Thonon composées de 6000 objets et pesant huit tonnes. Depuis sa réouverture en 2009 après rénovation, le musée s'étend sur 200 m² et propose deux salles d'exposition permanente (Les barques du Léman : chronique d'une navigation disparue et La frontière, histoires de contrebande) ainsi que des expositions temporaires.
| Pour des raisons techniques, il est temporairement impossible d'afficher le graphique qui aurait dû être présenté ici. |